# 細身斯坦達脂鯉
細身斯坦達脂鯉（學名：Steindachnerina gracilis），為輻鰭魚綱脂鯉目脂鯉亞目無齒脂鯉科的其中一個種，分布於南美洲巴西托坎廷斯河流域，體長可達7.3公分，棲息在底中層水域，以生活習性不明。
其种加词来源于拉丁文“gracilis”，意为“纤细的”。